# Lake Christabel
Der Lake Christabel ist ein kleiner See im Buller District der Region West Coast im  Norden der neuseeländischen Südinsel. Er befindet sich zwölf Kilometer südwestlich des Lewis Pass. Nächstgelegene Ansiedlungen sind Maruia Springs 4 km nordöstlich und Springs Junction 6 km nordwestlich. Der  State Highway 65 führt etwa 2 km nördlich am See vorbei.
Der Lake Christabel ist der Quellsee des Blue Grey River und damit des Grey River/Māwheranui, eines der längsten Flüsse in der Westküsten-Region der neuseeländischen Südinsel.